# کلیسای منجی مقدس (آیگهوویت)
کلیسای منجی مقدس (ارمنی: Սուրբ Ամենափրկիչ եկեղեցի؛ انگلیسی: Holy Saviour) یک کلیسا متعلق به کلیسای حواری ارمنی واقع در شهر آیگهوویت، استان تاووش ارمنستان می‌باشد. ساخت و ساز این ساختمان در سده ۱۹ام میلادی؛ به پایان رسید. این بنا به سبک معماری ارمنی طراحی شده است.